# Николај Митрофанович Крилов
Николај Митрофанович Крилов (рус. Никола́й Митрофа́нович Крыло́в, укр. Микола Митрофанович Крилов; 29. новембар 1879 — 11. мај 1955) био је руски и совјетски математичар познат по свом раду на интерполацији, нелинеарној механици и нумеричким методама за решавање једначина у математичкој физици.

## Биографија
Николај Крилов дипломирао је на Санктпетербуршком рударском институту 1902. године. У периоду између 1912. и 1917. године радио је као професор на овом институту. Након тога, постао је професор на Кримском универзитету 1917. године. Тамо је радио до 1922. године, да би се затим преселио у Кијев где је постао председник департмана за математичку физику на Украјинској академији наука.
Николај Крилов био је члан Друштва математичара Француске и Америчког математичарског друштва.

## Истраживање
Николај Крилов развио је нове методе за анализу једначина математичке физике, које се могу користити, не само за доказивање постојања решења, већ и за њихову конструкцију. Од 1932. године, заједно са својим студентом Николајем Богољубовим, радио је на математичким проблемима нелинеарне механике. У овом периоду су измислили одређене асимптотске методе за интеграцију нелинеарних диференцијалних једначина, проучавали су динамичке системе и дали значајне доприносе основама нелинеарне механике. Доказали су прве теореме о постојању инваријантних мера познатих као Крилов-Богољубове теореме, увели Крилов-Богољубов метод израчунавања средње вредности и, заједно са Јуријем Митрополским, развили су Крилов-Богољубов-Митрополскијев асимптотски метод за приближно решавање једначина линеарне механике.

## Публикације

### Монографије
- Nicolas Kryloff. Les Méthodes de Solution Approchée des Problèmes de la Physique Mathématique. Paris: Gauthier-Villars, 1931 (језик: француски).
- Крылов Н. М., Боголюбов H. H. Введение в нелинейную механику. — Киев: Изд-во АН УССР, 1937.

### Изабрани чланак
- N. Kryloff, N. Bogoliouboff. Les mesures invariantes et transitives dans la mécanique non linéaire. Матем. сб., 1936, 1(43):5, 707—711.